# إبراهيم الصفاقسي
هو الإمام برهان الدين أبو إسحاق إبراهيم بن محمد بن إبراهيم القيسى السفاقسي المالكى (697 - 742 هجرية ؛ 1298 - 1341 ميلادى).
رحل الإمام السفاقسى إلى بجاية في الجزائر، فسمع فيها من شيخها ناصر الدين الزواوى، ثم قصد الحج، ومر بالقاهرة، فأخذ فيها عن أبي حيان النحوى، ثم قدم دمشق سنة 738هـ، فسمع بها كثيرا من زينب بنت الكمال، وأبي بكر ابن عنتر، وأبي بكر بن الرضى، والمزى، وغيرهم.3  وقد مهر في الفضائل والعلوم وكان إماما فقيها أفتى ودرس سنين وكان معدودا من علماء المالكية.2

## من مؤلفاته
للإمام مؤلفات كثيرة لم يصلنا منها غير كتابين هما كتاب:
- (المجيد في إعراب القرآن المجيد)1-2
- وكتاب (التحفة الوفية بمعانى حروف العربية)3.  ومما ذكر المترجمون للسفاقسى من كتب: (إسماع المؤذنين خلف الإمام)، (الروض الأريج في مسألة الصهريج)، و(شرح على مختصر الفروع لإبن الحاجب).

## وصلات خارجية
- كتاب: المُجيد في إعراب القرأن المجيد _ Pdf
- كتاب: التحفة الزفية بمعاني حروف العربية